# Encablure

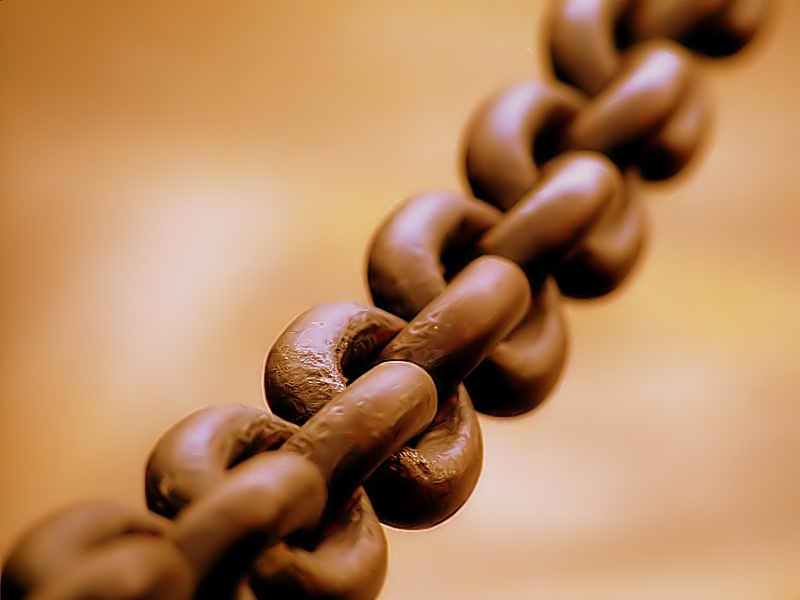
Détail d'une chaîne d'amarrage

L'encablure (ou encâblure) est un terme maritime  utilisé comme unité de longueur mesurant approximativement 200 m.
Il y a plusieurs définitions de l'encablure :
- 1/10e du mille marin, soit 185,2 mètres ;
- 100 brasses, soit 182,8 mètres ;
- dans la Royal Navy, 608 pieds, soit 185,3 mètres ;
- dans l'US Navy, 120 brasses, soit 219,5 mètres.

Cette unité, également nommée « touée » est surtout utilisée quand elle se rapporte aux câbles ou chaînes employés dans les systèmes d'amarrage des navires en mer.

## Touée de chaîne
Une touée est la mesure du nombre de maillons d'une chaîne, mis à l'eau pour le mouillage sur ancre d'un navire.